# Fágterápia
A fágterápia a bakteriofágok (a baktériumok vírusai, röviden fágok) alkalmazása a bakteriális fertőzések leküzdésére.
A fágterápia már a 20. század elején megjelent, de az antibiotikumok eredményes hatása miatt háttérbe szorult. A gyógyszerekkel szemben ellenálló baktériumtörzsek megjelenése a fágterápiát újból az érdeklődés középpontjába helyezte.

## Történeti áttekintés
A fágokat egymástól függetlenül fedezte fel 1915-ben az angol Frederik William Twort és 1917-ben a francia-kanadai Felix d'Herelle. Twort részben nem látta át a kísérletei jelentőségét, részben pedig a háborús idők és a pénzhiány miatt megakadt, így - szándéka ellenére - nem folytatta ez irányú tevékenységét (a felfedezése gyógyászati alkalmazásairól sem 1915-ben sem később nem is igen írt), d'Herelle azonban rendszeres vizsgálatokat végzett a bakteriofágokkal, főleg terápiás alkalmazásukkal kapcsolatban. Már első e témával kapcsolatos, 1917-es cikkében foglalkozott azzal, hogy az általa felfedezett „baktériumfaló mikroba” és a baktériumok okozta betegségek elleni „immunitás” kapcsolatban lehet.
d'Herelle az 1930-as években fágterápiás centrumokat alakított ki több országban, így Franciaországban, az USA-ban és a Szovjetunióban. 1922-ben írt könyvében hangsúlyozza a jól megtervezett alkalmazást: a betegség elején kell a kezelést elkezdeni, naponta tenyésztéskontrollt kell végezni, előtte a bakteriofág virulenciáját vizsgálni kell a kórokozóval szemben stb. A bakteriofágok immunitásban játszott szerepére alapozott elméletének lényege a következő: a bakteriofág a celluláris és az antitoxikus immunitáson keresztül egyaránt befolyásolja a folyamatokat, mert gátolja a kórokozó növekedését, előkészíti a baktériumot a fagocitózisra, elősegíti a baktérium antigénhatását.
T. Kabeshima, d'Hérelle munkatársa - aki meglehetősen kritikus volt d'Hérelle elméleteivel szemben - egy, a tízes évek végén írt cikkében azzal foglalkozott, hogy hogyan lehet a fágokkal elölt baktériumokból oltóanyagot készíteni.
A fágoknak a biológiai kutatásban modellként való felhasználása a modern biológiai kutatás kiemelkedő eredményeihez vezetett. Például, Hershey és Chase 1952-ben T2 colifággal végeztek kísérleteket, amelyekben a fággal fertőzött baktériumba bejutó DNS és a proteinburok kívül maradása bizonyította, hogy a DNS egyedüli és elégséges genetikai kód, és ezért orvosi Nobel-díjat kaptak.
A fágterápia nagy fejlődésnek indult Grúziában, ahol a d'Herelle által felkészített George Eliava vezetett egy ilyen jellegű gyógyító központot. Az ő munkáját Chanishvili és munkatársai folytatták, akik hatalmas mennyiségben gyártottak vérhas elleni fágkészítményeket a szovjet hadsereg részére, de eredményeiket csak 1974 után közölték. „Antibiotikum-rezisztens Staphylococcus, Proteus, Streptococcus spp. okozta osteomyelitisben, tüdőtályogban, peritonitisben és sebfertőzésekben adtak »kevert« fágkészítményeket subcutan vagy helyileg, 5-10 napig. Az esetek 92%-ában »eliminálták« a baktériumokat. Antibiotikum-terápia utáni dysbacteriosisban kis súlyú csecsemőknek colifágot adtak bifidobaktériumokkal együtt, jó klinikai eredménnyel, azonban nem közölték a fágkészítmények előállításának módszerét.” (Lásd lent: dr. Milch Hedda idézett művét).
Különösen ígéretesnek bizonyult a fágterápia antibiotikummal való kombinálása, amely témában már 1945-ben is léteztek jó eredményekkel zárult kutatások. Napjainkban ezeket a módszereket újra "felfedezik"; és a molekuláris biológiában és mikrobiológiában elért óriási tudásbővülés birtokában immár nemcsak jobban magyarázhatóvá, hanem tervezettebben és célszerűbben alkalmazhatóbbá váltak.

## Külső hivatkozások
- dr. Milch Hedda: Bakteriofágterápia és -profilaxis - Régebbi remények újjáéledése, Lege Artis Medicinae, 2000. június 27.
- bakteriofag.lap.hu
- E. Fruciano: Phage as an antimicrobial agent: d’Herelle’s heretical theories and their role in the decline of phage prophylaxis in the West. Can. J. Infect. Dis. Med. Microbiol., 18./1. (2007. jan.-febr.). A fágterápia korai szakaszának részletesebb története (angol, PDF).
- W. C. Summers: Bacteriophage Therapy[halott link]. Annu. Rev. Microbiol. 55 (2001); 437.–51. o.